# Natalia Levcencova
Natalja Wiktorowna Lewtschenkowa (russisch Наталья Викторовна Левченкова, rumänisch Natalia Levcencova; * 30. Juli 1977 in Smolensk, Russische SFSR, Sowjetunion) ist eine ehemalige Biathletin, die ab 1997 zunächst für Russland und ab 2003 für die Republik Moldau startete.
Natalja Lewtschenkowa begann ihre Karriere 1988 für den Verein Dynamo Smolensk. Sie wurde von Alexander Chlussowitsch trainiert. Bereits mit 20 Jahren startete Lewtschenkowa erstmals für Russland auf internationaler Ebene bei den Juniorenweltmeisterschaften in Forni Avoltri. Hier gewann sie im Einzel und mit der Staffel, zu der neben ihr auch Wolha Nasarawa und Jekaterina Iwanowa gehörten, Bronzemedaillen. Doch konnte sie sich in den folgenden Jahren im starken russischen Team keinen Platz im Weltcupteam erkämpfen und wechselte zur Saison 2003/04 nach Moldau. Im Nachhinein wurden jedoch alle Ergebnisse in dieser Welt- und Europacupsaison aus formalen Gründen nicht gewertet und Lewtschenkowa für diese Rennen disqualifiziert.
Somit begann ihre Karriere im moldauischen Team erst in der folgenden Saison. Zunächst erzielte sie nennenswerte Ergebnisse beim ersten Europacup der Saison in Geilo. Anschließend gab sie ihr reguläres Weltcup-Debüt in Beitostølen als 62. im Sprint. Schon in ihrem zweiten Rennen, einem Einzel am Holmenkollen in Oslo, konnte sie als 28. erstmals Weltcuppunkte erringen. Ihr bestes Saisonergebnis erreichte sie im Rahmen der Biathlon-Weltmeisterschaften 2005 in Hochfilzen. Hier wurde sie nach einem 27. Platz im Sprint Elfte in der Verfolgung, nachdem sie als einzige Starterin am Schießstand fehlerfrei geblieben war. Die folgende Saison 2005/06 verlief noch besser. In Antholz erreichte sie als Siebte ihr bis heute bestes Weltcupergebnis. Ihre bislang beste Leistung war jedoch der achte Platz im Einzel bei den Olympischen Winterspielen 2006 in Turin. Auch in Verfolgung (23.) und Massenstart (21.) erreichte sie gute Ergebnisse. Den achten Platz im Einzel wiederholte Natalia Levcencova während der Biathlon-Weltmeisterschaften 2008 in Östersund. Dort wurde sie zudem 44. im Sprint, 42. in der Verfolgung und 21. im Massenstart. Als nächstes Großereignis startete sie bei den Biathlon-Weltmeisterschaften 2009 in Pyeongchang und hatte mit Rang acht in der Verfolgung das herausragende Resultat, nachdem sie zuvor im Sprint nur auf Platz 43 gelandet war. Im Einzel wurde sie 18., im Massenstartrennen 25. 2010 ging Levcencova bei den Olympischen Winterspielen an den Start. Ihr bestes Resultat war der 37. Platz im Einzel. Im Sprint wurde sie 53., in der Verfolgung 53. In der Saison 2010/11 konnte sie wegen fehlender Förderung durch den Verband nicht mehr regelmäßig im Weltcup starten und erreichte nie die Punkteränge. Nach der Saison beendete sie deshalb ihre Karriere.

## Biathlon-Weltcup-Platzierungen
Die Tabelle zeigt alle Platzierungen (je nach Austragungsjahr einschließlich Olympische Spiele und Weltmeisterschaften).
- 1.–3. Platz: Anzahl der Podiumsplatzierungen
- Top 10: Anzahl der Platzierungen unter den ersten zehn (einschließlich Podium)
- Punkteränge: Anzahl der Platzierungen innerhalb der Punkteränge (einschließlich Podium und Top 10)
- Starts: Anzahl gelaufener Rennen in der jeweiligen Disziplin

| Platzierung                      | Einzel | Sprint | Verfolgung | Massenstart | Staffel | Gesamt |
| -------------------------------- | ------ | ------ | ---------- | ----------- | ------- | ------ |
| 1. Platz                         |        |        |            |             |         |        |
| 2. Platz                         |        |        |            |             |         |        |
| 3. Platz                         |        |        |            |             |         |        |
| Top 10                           | 2      |        | 1          | 2           |         | 5      |
| Punkteränge                      | 13     | 23     | 18         | 12          |         | 66     |
| Starts                           | 20     | 53     | 35         | 12          |         | 120    |
| Stand: nach der Saison 2009/2010 |        |        |            |             |         |        |

## Belege
1. ↑  Natalia Levchenkova gibt ihren Rücktritt bekannt

| Personendaten    | Personendaten |
| ---------------- | --- |
| NAME             | Levcencova, Natalia |
| ALTERNATIVNAMEN  | Lewtschenkowa, Natalja; Lewtschenkowa, Natalja Wiktorowna; Levcencova, Natalia; Левченкова, Наталья Викторовна (russisch) |
| KURZBESCHREIBUNG | russisch-moldauische Biathletin                                                                                           |
| GEBURTSDATUM     | 30. Juli 1977 |
| GEBURTSORT       | Smolensk, Russische SFSR, Sowjetunion                                                                                     |